# Rača-Brücke
Die Rača-Brücke (Most u Rači) ist eine Brücke über den Fluss Save, die Sremska Rača, das westlich von Belgrad in Serbien liegt, mit Bosanska Rača im Norden Bosnien und Herzegowinas verbindet.
Die Brücke ist 380 Meter lang und wurde bis 2010 für den Straßen- und Schienenverkehr genutzt.
Unter dem Namen Königin Maria-Brücke wurde eine Brücke, die hauptsächlich von italienischen Arbeitern errichtet wurde, am 28. Juni 1934 fertiggestellt.
Nach Beendigung des Bürgerkrieges wurde die Grenzbrücke saniert. Im August 2006 unterzeichneten der Verkehrsminister der Republik Srpska und der serbische Minister für Investitionen eine Absichtserklärung neben der Brücke der Maria von Jugoslawien eine neue Straßenbrücke zu errichten. Diese wurde am 6. September 2010 fertiggestellt und soll die wirtschaftliche Zusammenarbeit zwischen der Republik Srpska auf bosnischer Seite und Serbien stärken.